# دورين كرونين
دورين كرونين (بالإنجليزية: Doreen Cronin)‏ هي كاتِبة وكاتبة للأطفال أمريكية، ولدت في 1966 في نيويورك في الولايات المتحدة.

## وصلات خارجية
- الموقع الرسمي